# Louisville (Illinois)
Louisville è un villaggio degli Stati Uniti d'America, situato nello Stato dell'Illinois, nella contea di Clay, della quale è il capoluogo.